# Q-Force
Q-Force là loạt phim hoạt hình người lớn hài hước của Mỹ trên nền tảng Netflix. Tháng 4 năm 2019, Netflix đã đặt hàng 10 tập của loạt phim với Gabe Liedman đảm nhiệm vai trò nhà sản xuất cùng các giám đốc sản xuất bao gồm Sean Hayes, Todd Milliner và một số người khác. Phim được phát hành vào ngày 2 tháng 9 năm 2021.

## Nội dung
Loạt phim là hành trình của Queer Force (Q-Force), một nhóm siêu điệp viên ở phía Tây Hollywood gồm những thành viên thuộc cộng đồng LGBT với người đứng đầu là một đặc vụ đồng tính với phong cách James Bond, Steve Maryweather (hay còn được gọi là Đặc vụ Mary). Vì là một phân bộ toàn những người thuộc cộng đồng LGBT nên họ luôn bị đánh giá thấp, không được giao nhiệm vụ mặc dù đã rất cố gắng. Sau mười năm chờ đợi, Mary đã quyết định đứng lên để khẳng định bản thân mình cũng như khả năng thực sự của nhóm trước tổ chức American Intelligence Agency (AIA), cả bọn đã tự giải quyết một vụ án và cuối cùng cũng nhận được sự công nhận từ tổ chức, nhưng bên cạnh đó, cả nhóm phải đón nhận thêm một thành viên mới, một người đàn ông thẳng.

## Lồng tiếng
- Sean Hayes vai Steve Maryweather:[5] Được biết đến với tên Đặc vụ Mary, Steve từng là một ngôi sao sáng của tổ chức AIA trước khi anh công khai mình là người đồng tính nam. Anh là người chỉ huy của nhóm Q-Force.
- Gary Cole vai Giám đốc Dirk Chunley:[5] Giám đốc của AIA, một người đàn ông dị tính và cứng rắn.
- David Harbour vai Đặc vụ Rick Buck:[5] Một đặc vụ dị tính được chuyển đến nhóm Q-Force khi nhóm được công nhận là một tổ chức điệp viên chính thức.
- Patti Harrison vai Stat:[5] Thành viên của Q-Force, một hacker, cô là một người phụ nữ chuyển giới.
- Laurie Metcalf vai V:[5] Phó giám đốc của AIA, một người phụ nữ cấp cao trong tổ chức, cô luôn công nhận tài năng thực sự của Mary.
- Matt Rogers vai Twink:[5] Thành viên của Q-Force, một bậc thầy người Pháp-Canada trong việc cải trang, anh là một người đồng tính nam và là một drag queen chính hiệu.
- Wanda Sykes vai Deb:[5] Thành viên của Q-Force, một kỹ sư máy móc người da màu đầy kinh nghiệm, cô là một người đồng tính nữ và là vợ của Pam.
- Gabe Liedman vai Benji:[5] Người yêu của Mary, luôn vô tình vào vòng hiểm nguy vì mối quan hệ quá gần gũi với Q-Force.
- Stephanie Beatriz vai Mira Popadopolous:[5] Công chúa của Gyenorvya (nhân vật được dựa trên bộ phim Nhật ký công chúa) và là bạn gái của Buck

## Tập phim
| TT. | Tiêu đề                 | Đạo diễn             | Biên kịch                                   | Ngày phát hành gốc | Mã sản xuất |
| --- | ----------------------- | -------------------- | ------------------------------------------- | ------------------ | ----------- |
| 1   | "Nổi loạn"              | Josh Taback          | Gabe Liedman                                | 2 tháng 9 năm 2021 | 101         |
| 2   | "Tiệc BBQ của Deb"      | Jeanette Moreno King | Megan Amram                                 | 2 tháng 9 năm 2021 | 102         |
| 3   | "Núi Backache"          | Alex Salyer          | Guy Branum                                  | 2 tháng 9 năm 2021 | 103         |
| 4   | "EuropeVision"          | Josh Taback          | Matt Rogers                                 | 2 tháng 9 năm 2021 | 104         |
| 5   | "Bí mật WeHo"           | Alex Salyer          | Max Silvestri                               | 2 tháng 9 năm 2021 | 105         |
| 6   | "Vũ hội của các thư ký" | Jeanette Moreno King | Chloe Keenan                                | 2 tháng 9 năm 2021 | 106         |
| 7   | "Tarzana"               | Josh Taback          | Ira Madison III                             | 2 tháng 9 năm 2021 | 107         |
| 8   | "Greyscale"             | Alex Salyer          | Liza Dye                                    | 2 tháng 9 năm 2021 | 108         |
| 9   | "The Coeur de la Mar"   | Jeanette Moreno King | Zackery Alexzander Stephens and Tim Zientek | 2 tháng 9 năm 2021 | 109         |
| 10  | "Hố"                    | Josh Taback          | Gabe Liedman                                | 2 tháng 9 năm 2021 | 110         |

## Phát hành
Mùa đầu tiên của phim được ra mắt vào ngày 2 tháng 9 năm 2021.

## Đánh giá
Trên trang đánh giá tổng hợp Rotten Tomatoes, loạt phim nhận được điểm là 20% tương đương với mức điểm 4/10 với 5 bài nhận xét. Trên Metacritic, phim nhận về 45 điểm trên thang điểm 100 với 7 bài đánh giá, "các bài đánh giá trung bình và hỗn hợp".